# Alonso Puro
Cuenca
(Juan) Alonso Puro (¿Sigüenza?, ¿? - ¿Cuenca?, 24 de septiembre de 1599) fue un compositor y maestro de capilla español.

## Vida
Se desconocen los orígenes y la formación de este maestro. Las noticias que se tienen de él provienen de las actas capitulares de la Catedral de El Burgo de Osma, en la provincia de Soria, donde se dice que procede de Sigüenza.
Existen noticias de un Alonso Puro en la Catedral de Oviedo en 1581. Mientras que Alonso Puro, procedente de Zamora, había llegado a Oviedo en abril de 1581 para realizar las oposiciones, un canónigo había contratado directamente a Juan Esquivel. Para solucionar el problema se decidió enfrentar a los dos compositores en unas oposiciones en mayo de 1581, que ganó Puro. Esquivel entabló un pleito y, con ayuda del canónigo Solís, consiguió el cargo, que mantuvo hasta 1585.
El 3 de enero de 1582 falleció el maestro de capilla de la catedral burgense, Baltasar Ruiz. Se nombró como maestro interino al cantor Pedro Ruíz mientras se enviaban los edictos para las oposiciones a Burgos, Madrid y Sigüenza. Tras unas reñidas oposiciones se nombró para el magisterio a Melchor del Castillo, que en ese momento era maestro de la Colegiata de Daroca. Castillo renunció por razones desconocidas y el cabildo decidió nombrar a Alonso Puro, pero a condición de rehacer la documentación para la limpieza de sangre, pues no habían sido aprobadas convenientemente. El 25 de mayo el cabildo decidió financiar la nueva documentación, ya que Puro no tenía el dinero necesario. En de julio el cabildo decidió despedir a Puro por «no ser buenas» la documentación, con una gratificación de 300 reales. Puro insistió el 16 de julio y en agosto se decidió enviar el proceso sobre su limpieza de sangre a Valladolid. La Real Chancillería decidió a favor del cabildo.
Se organizaron unas nuevas oposiciones en El Burgo de Osma para el cargo a las que volvió a presentarse Alonso Puro, además de Esteban Álvarez de Sigüenza, que también había participado en las oposiciones anteriores. Ambos fueron despedidos por el cabildo sin que se realizaran las oposiciones, con una indicación del cabildo que se les llamaría cuando se realizara el examen, ya que ambos habían quedado igualados en las anteriores oposiciones. El 11 de julio de 1583 Puro solicitó de nuevo el cargo al cabildo, pero el cabildo ya estaba pidiendo la pureza de sangre de Álvarez, que fue nombrado para el cargo el 2 de octubre de 1583.
El 8 de marzo de 1583, Alonso Puro fue nombrado maestro de capilla de la Colegiata de Berlanga de Duero. Ese mismo año, el 11 de octubre de 1583, Alonso Puro se ofreció como maestro de capilla a la Catedral de Cuenca, presentándose como «maestro de capilla de El Burgo de Osma». El cargo conquense estaba vacante, ya que el maestro nombrado, Juan Muro, había sido detenido y encarcelado por el cabildo vallisoletano por pretender el magisterio conquense sin permiso suyo. La Catedral de Cuenca decidió hacer nuevas oposiciones que ganó Francisco Vázquez.
El 17 de octubre de 1594 fue nombrado sin oposición maestro de capilla de la Catedral de Valladolid con un salario de 230 ducados, pero no llegó a tomar posesión por razones desconocidas.
Hay noticias de Juan Alonso Puro en la Catedral de Cuenca en 1597, cuando sustituyó al maestro Juan de la Peña, que había partido de Cuenca para trabajar en la Catedral de Toledo. En Cuenca obtuvo un salario de 93490 maravedís al «ser conocida su habilidad y buenas partes». Falleció unos años después, el 24 de septiembre de 1599.

## Obra
No se conservan composiciones del maestro.